# Victorià Pagès Fàbregas
Victorià Pagès Fàbregas, àlies Cargelu (el Masnou, Maresme, 1848 - el Masnou, Maresme, 29 d'octubre de 1911) fou un mariner català, alcalde del Masnou de 1899 a 1902.
Era capità de vaixell. Va obtenir el títol de pilot i continuà estudiant a Anglaterra. Va navegar primer als vaixells del seu pare, mentre feia les pràctiques com a pilot. Després, un cop acabats els estudis i obtingut el títol de capità, ho faria al vaixell de la seva propietat, la pollacra goleta Dulcinea. Feu rutes comercials per Amèrica del Sud. Es casà amb Mercedes Moreno Córdovez, de Lima, i visqueren a Guayaquil. Tingueren nou fills. A Guayaquil l'any 1883 va fundar junt a d'altres compatriotes, la Sociedad Española de Beneficencia, la qual va presidir l'any 1887. Posteriorment va retornar al Masnou amb la seva família.
Es presentà a les eleccions municipals de 1899 al Masnou amb el partit Unió Conservadora. Guanyà les eleccions en total de vots. A la constitució de l'ajuntament de juliol de 1899 fou elegit alcalde. Fou alcalde fins 1902 quan fou elegit Josep Martí Casals, també mariner. Durant el mandat d'aquest alcalde, de 1902 a 1904 fou tinent d'alcalde segon. També va ser president de la Casa Benèfica del Masnou de 1899 a 1902.